# Skrýchov u Opařan
Skrýchov u Opařan (německy Skrejchow) je malá vesnice, část obce Opařany v okrese Tábor v Jihočeském kraji. Nachází se asi tři kilometry severně od Opařan. Prochází zde silnice II/122. Je zde evidováno 48 adres. V roce 2011 zde trvale žilo 112 obyvatel.
Skrýchov u Opařan je také název katastrálního území o rozloze 2,24 km².

## Historie
První písemná zmínka o vesnici pochází z roku 1433.
Druhý dříve používaný název vsi byl Krejchov nebo Skrejchov. Skrýchov patřil ke kaplanství v Příběnicích. Od roku 1442 byla ves v majetku opařanského panství. K majetku příběnického hradu patřila v roce 1459. V roce 1596 se Skrýchov uvádí v soupisu majetku Petra Voka z Rožmberka na Bechyni. V stejném roce byla vesnice prodaná rodu Šternberků. V roce 1623 koupil ves Jan de Vitte, který v roce 1628 Skrýchov prodal Anně Hozlaurové z Kalenic. Roku 1656 byla ves prodaná Františce Slavatové. Její syn později 1667 prodal Skrýchov jezuitské koleji v Jindřichově Hradci. Od této koleje koupila Skrýchov o rok později jezuitská kolej svatého Klimenta v Praze. Ves byla připojena k majetku bernartického panství. Během třicetileté války ves utrpěla veliké škody. V roce 1654 z původních 11 gruntů a z obdělávaných polí zde nebylo nic. Ves byla zarostlá lesem. V roce 1673 se za pomoci vrchnosti začalo opět stavět. V roce 1681 zde bylo vedeno 5 sedláků. V roce 1842 30 domů s 214 obyvateli. V roce 1890 zde bylo 45 domů a 242 obyvatel. V roce 1930 zde žilo 204 obyvatel a bylo zde 39 popisných čísel.

## Obyvatelstvo
| Rok            | 1869 | 1880 | 1890 | 1900 | 1910 | 1921 | 1930 | 1950 | 1961 | 1970 | 1980 | 1991 | 2001 | 2011 | 2021 |
| -------------- | ---- | ---- | ---- | ---- | ---- | ---- | ---- | ---- | ---- | ---- | ---- | ---- | ---- | ---- | ---- |
| Počet obyvatel | 261  | 267  | 242  | 193  | 211  | 218  | 204  | 157  | 143  | 139  | 160  | 142  | 143  | 112  | 119  |
| Počet domů     | 40   | 42   | 37   | 37   | 37   | 37   | 39   | 37   | 36   | 34   | 37   | 43   | 46   | 46   | 48   |

## Obecní správa
Při sčítání lidu v letech 1850–1980 Skrýchov u Opařan byl samostatnou obcí, se kterým patřil nejprve do okresu Milevsko, ale od roku 1960 v okrese Tábor. Od 1. července 1980 je částí obce Opařany v okrese Tábor. V letech 1961–1980 k obci patřily Hodušín, Nové Dvory a Olší.

## Pamětihodnosti
- Kamenná zvonička v udržovaném parčíku, poblíž návesního rybníka, s datací 1908 je od roku 1963 zapsaná jako kulturní památka, nyní pod rejstříkovým číslem 38716/3-5020.
- V těsném sousedství zvonice se nalézá kříž na vysokém kamenném podstavci. Na zdobném podstavci kříže je uvedena datace 1813. Nad sochou u paty kříže je umístěná kulatá deska s nápisem: Pochválen buď Ježíš Kristus.

## Rodáci
- Josefina a Růžena Blažkovy (1878–1922), srostlá dvojčata[8]

## Galerie

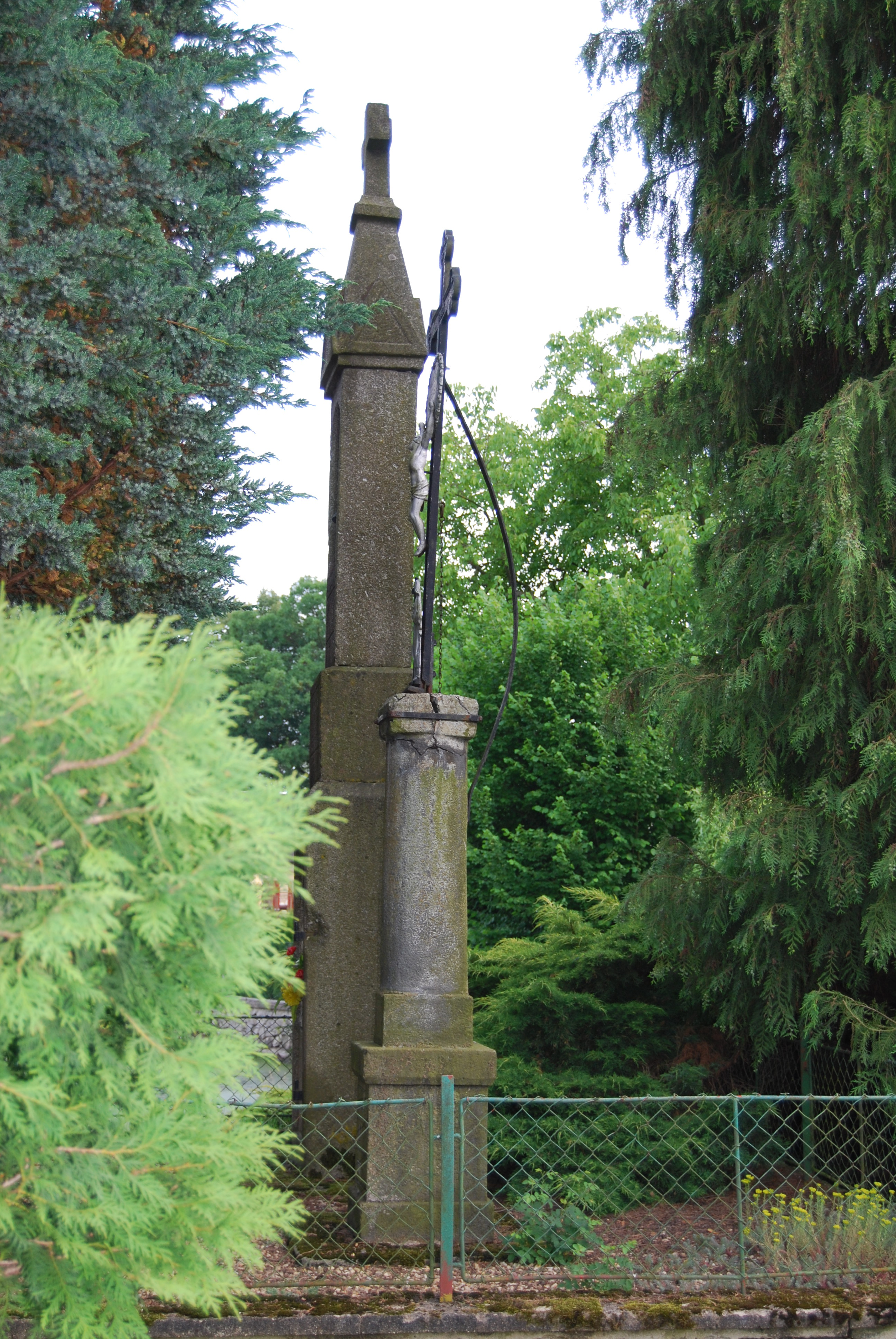
Zvonice s křížem
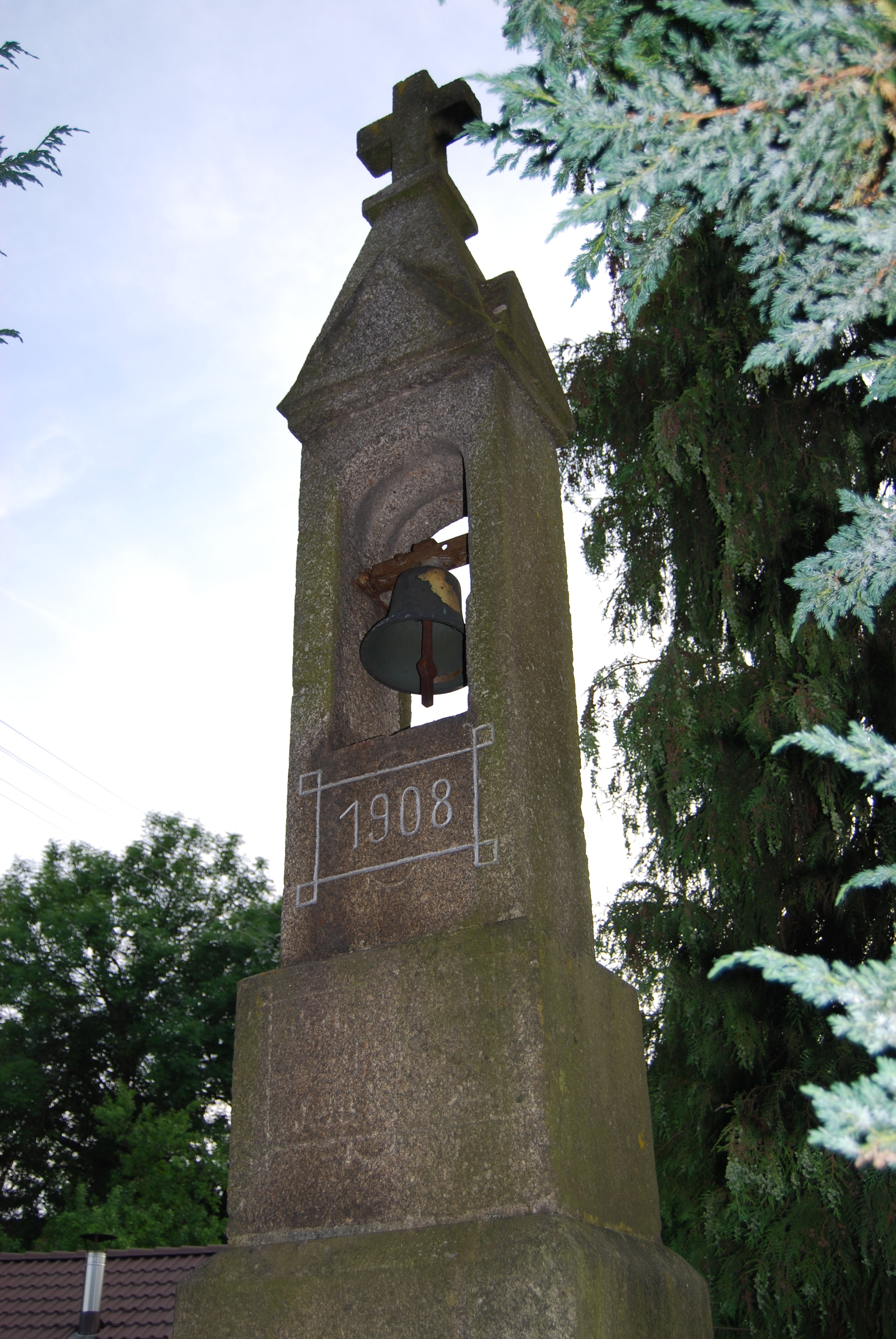
Detail horní části zvonice
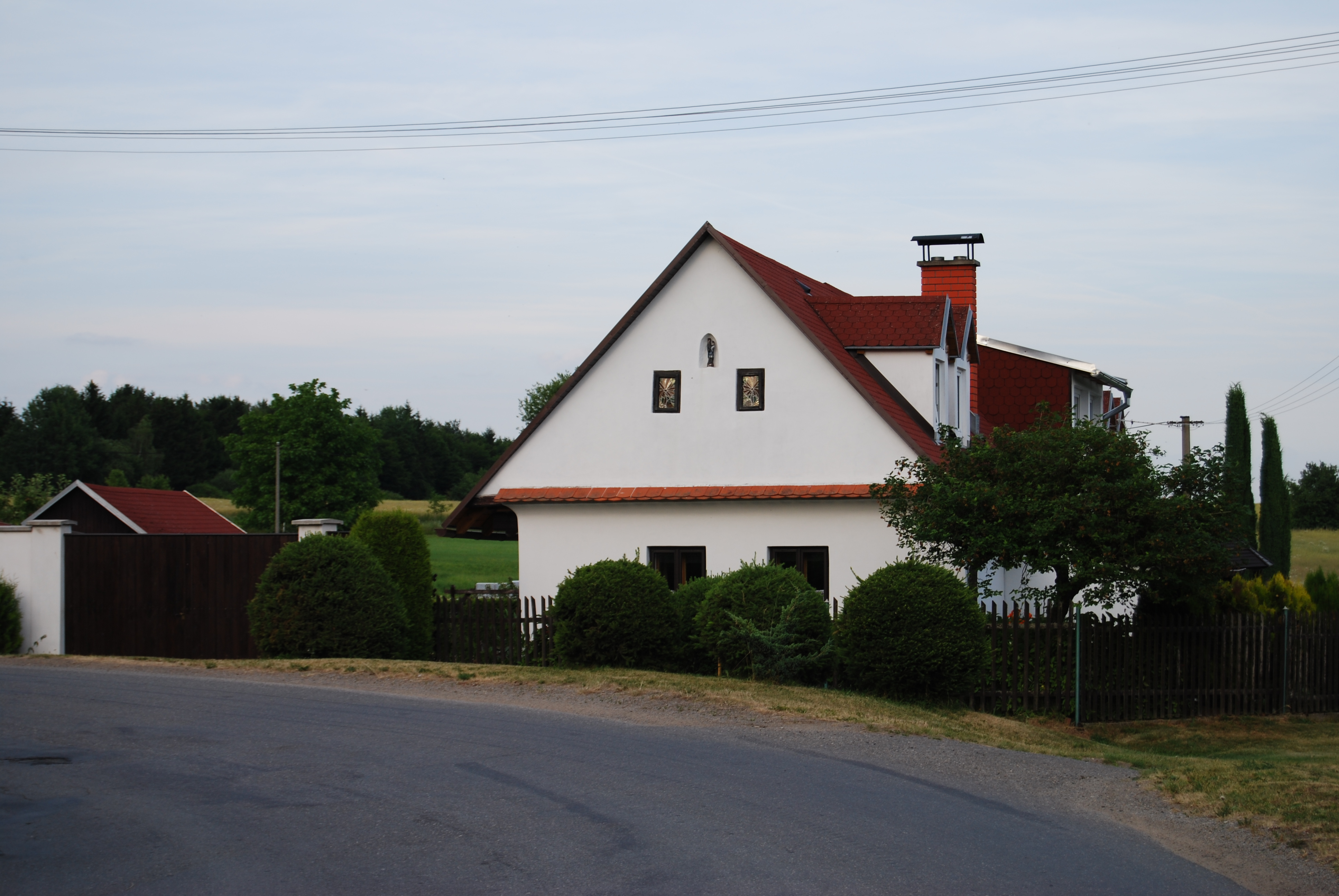
Dům ve vesnici
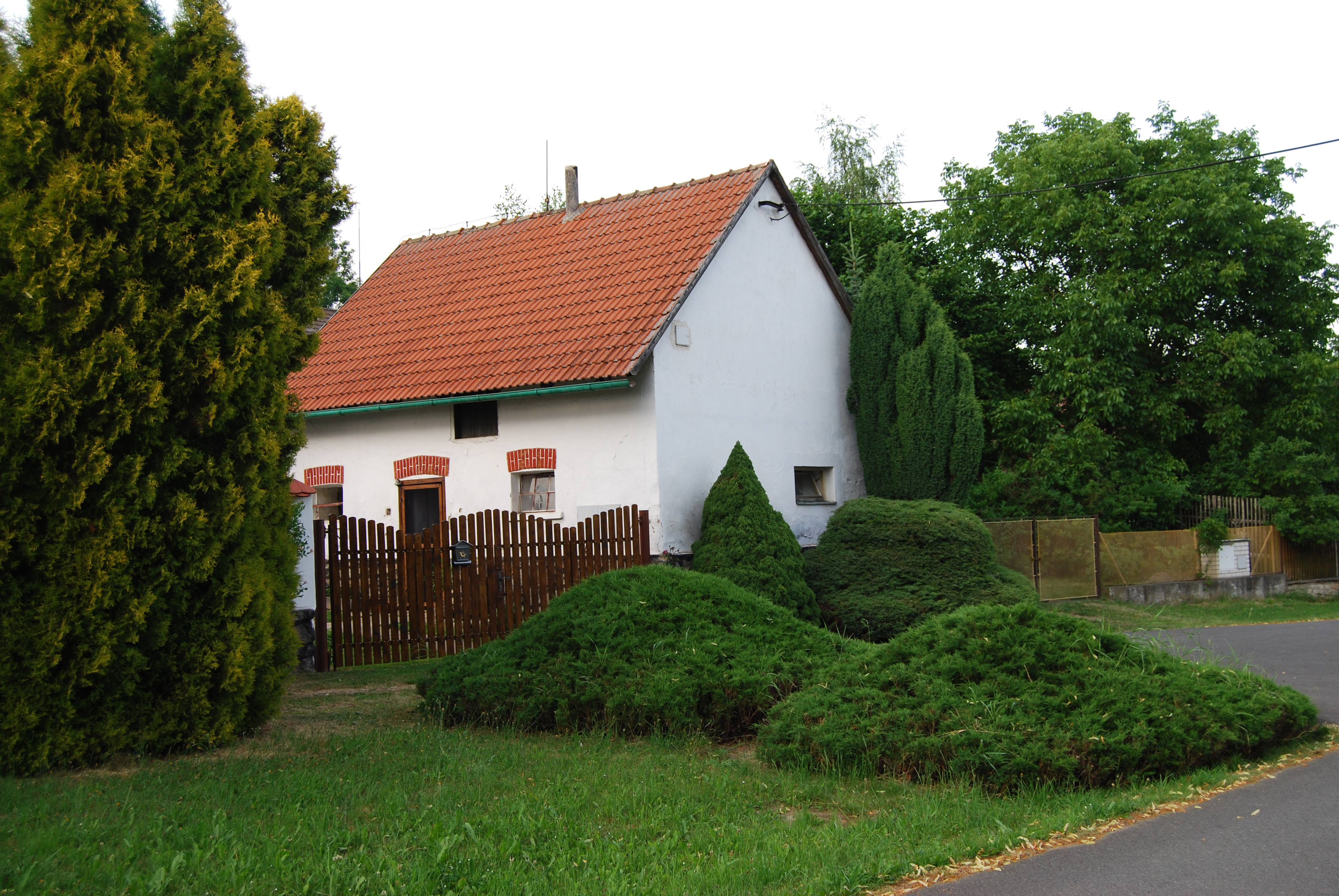
Prostranství před domy
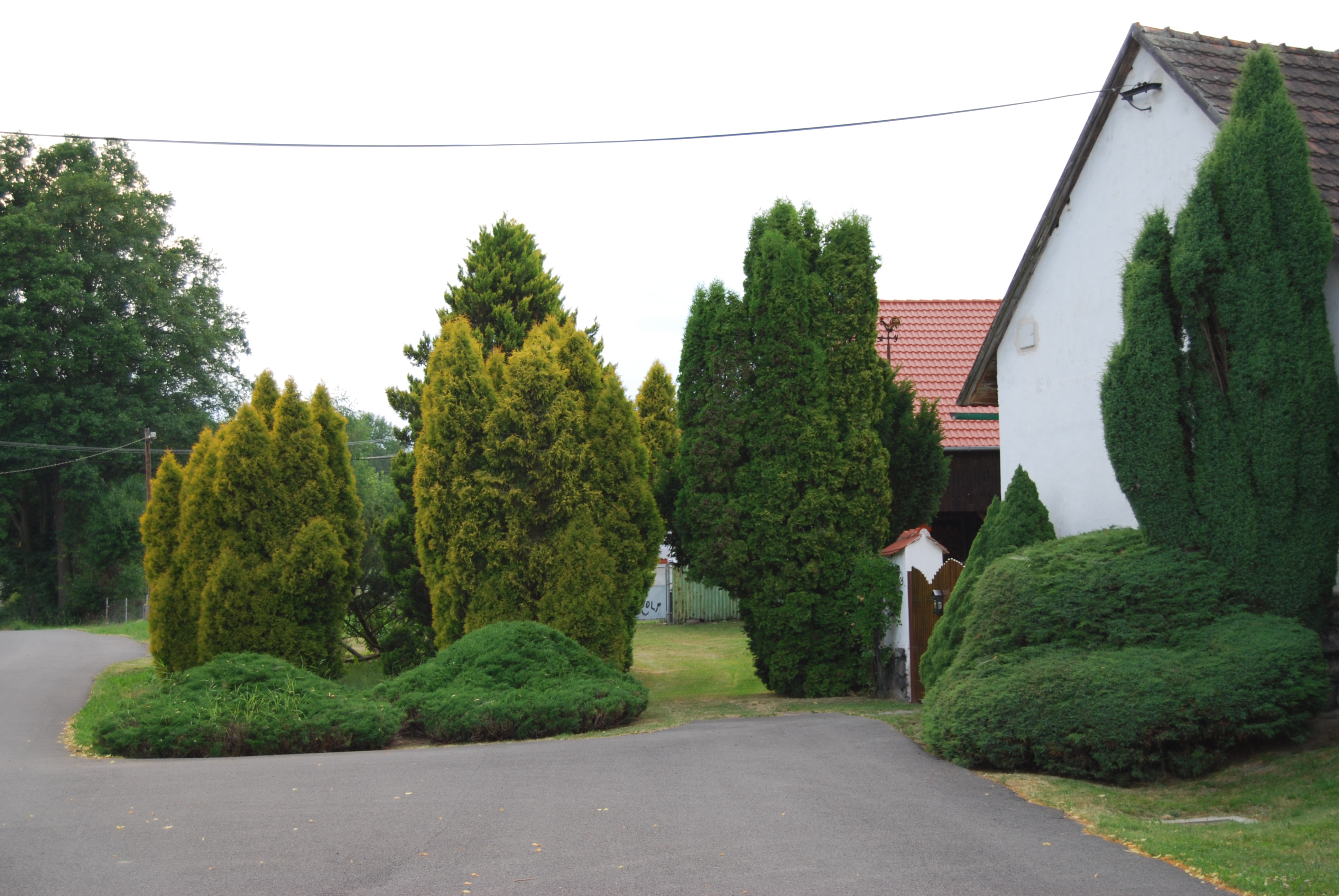
Pohled na část návsi
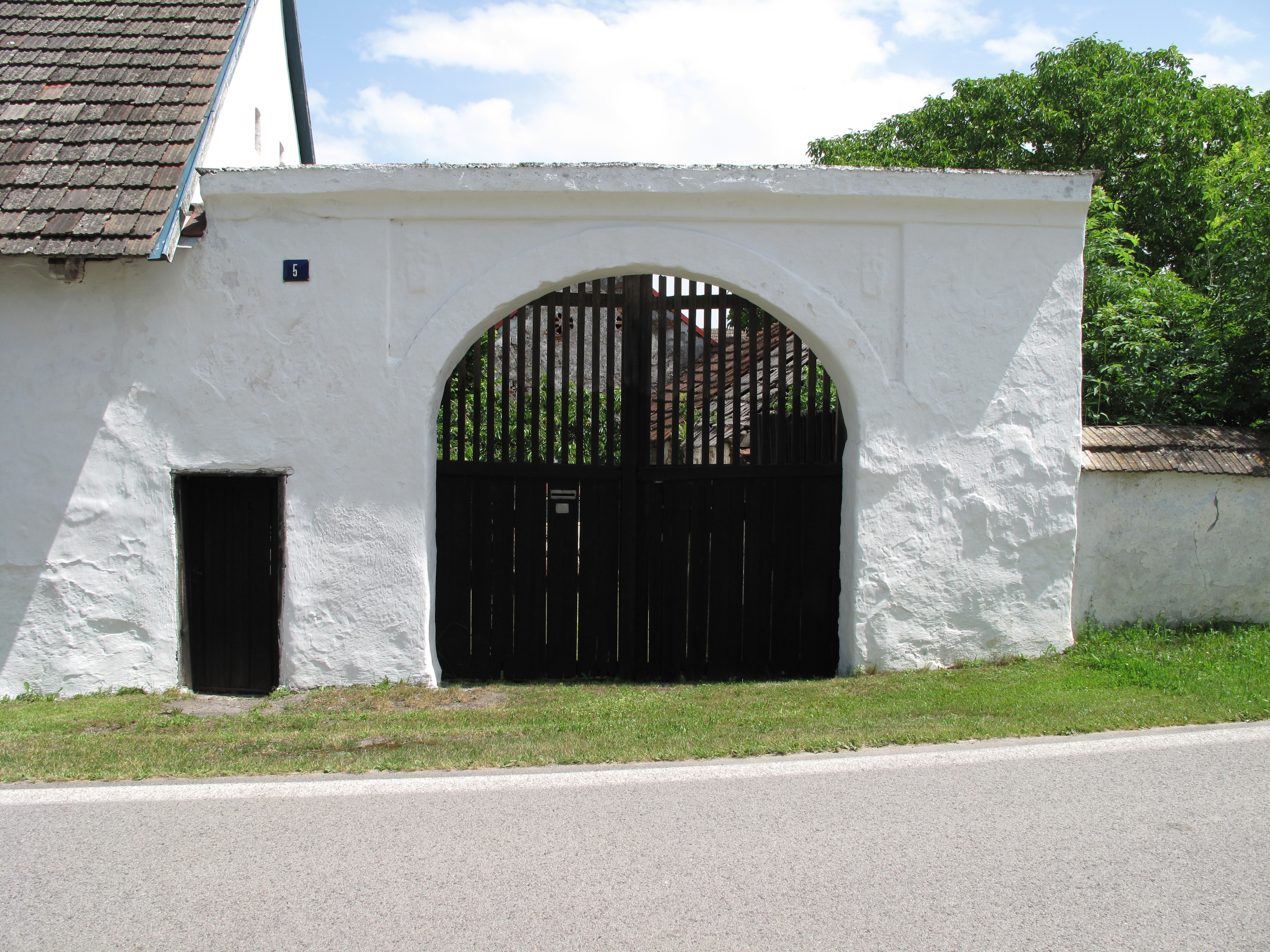
Stavení
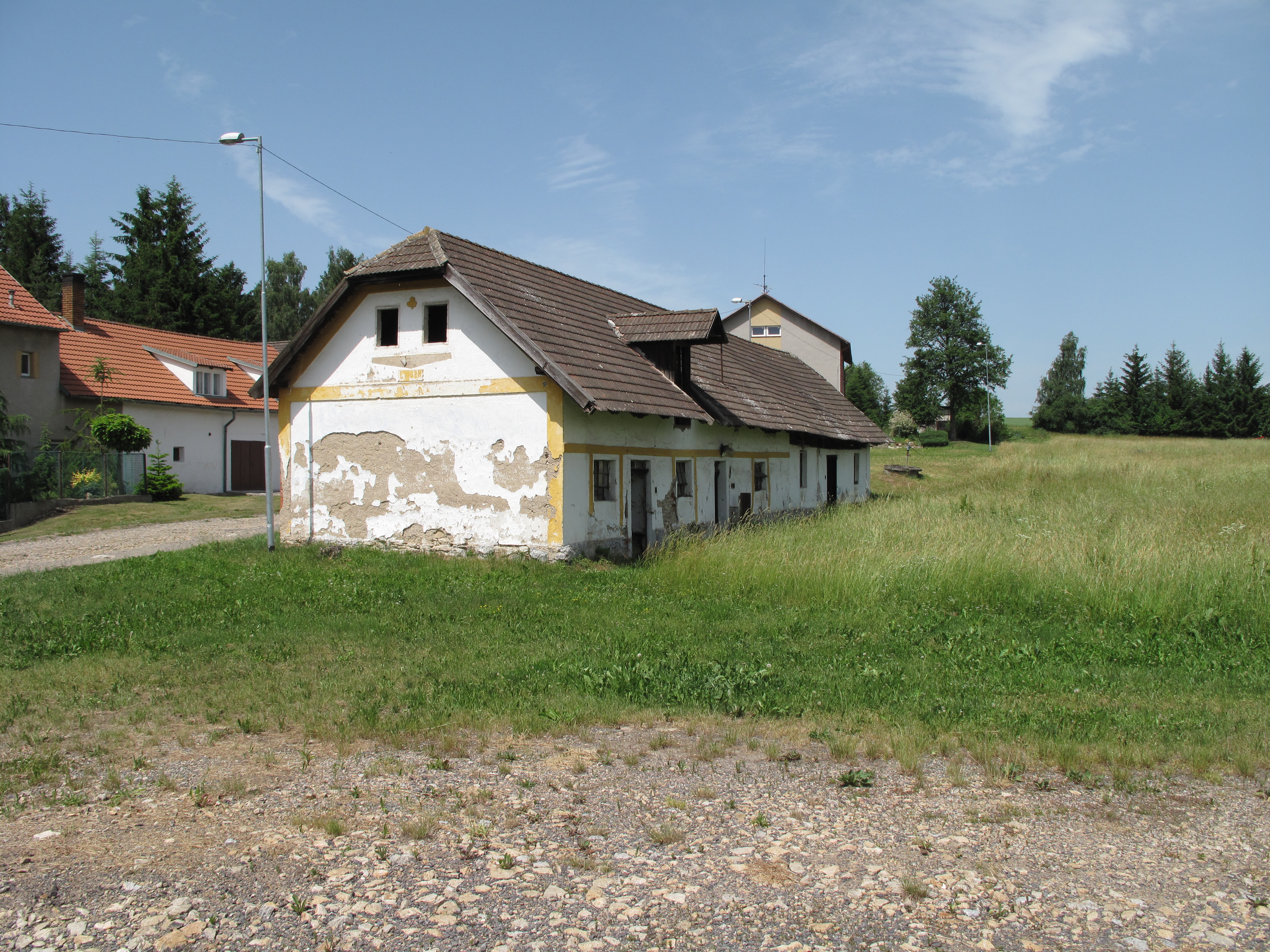
Stavení
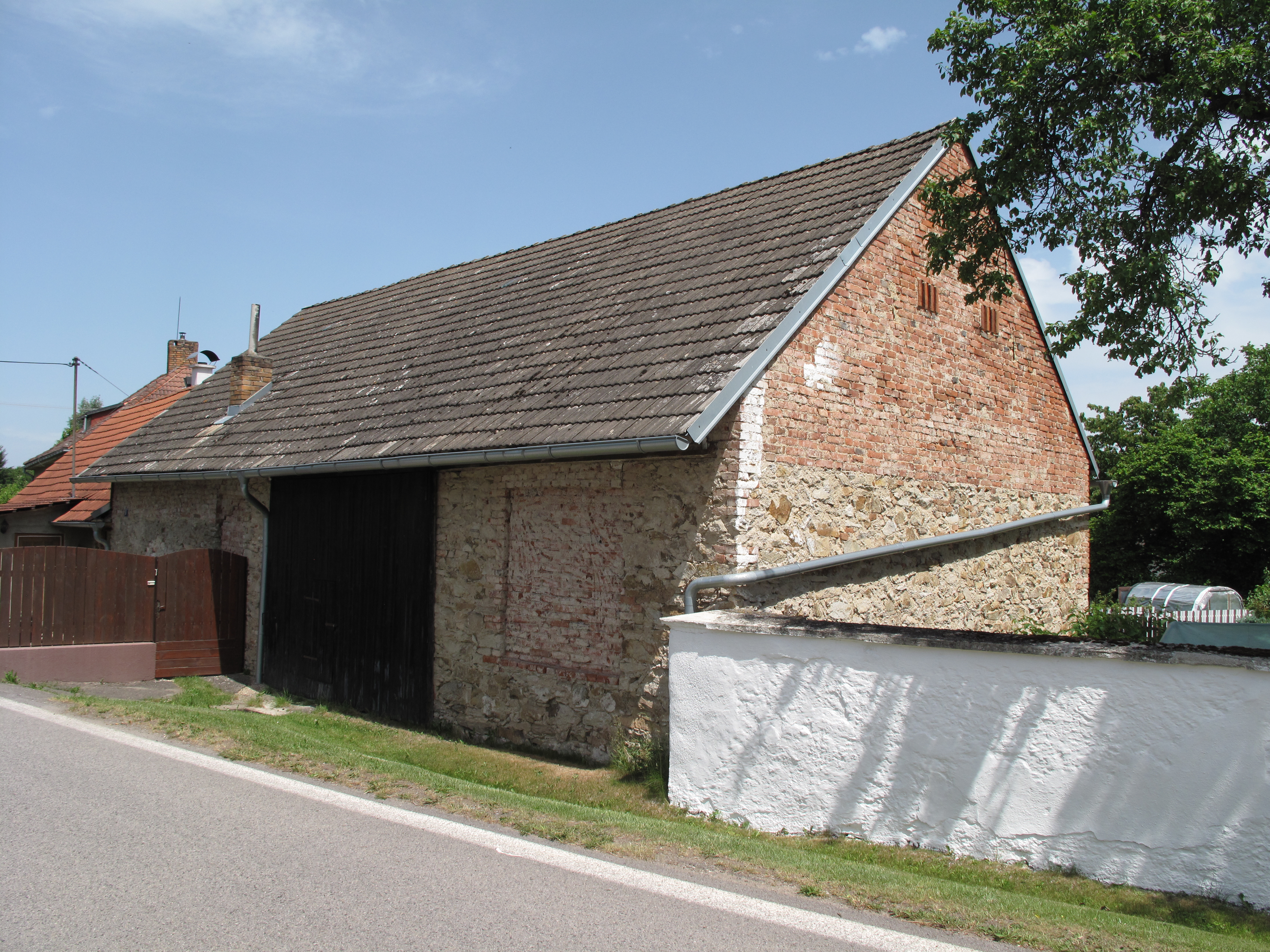
Stodola
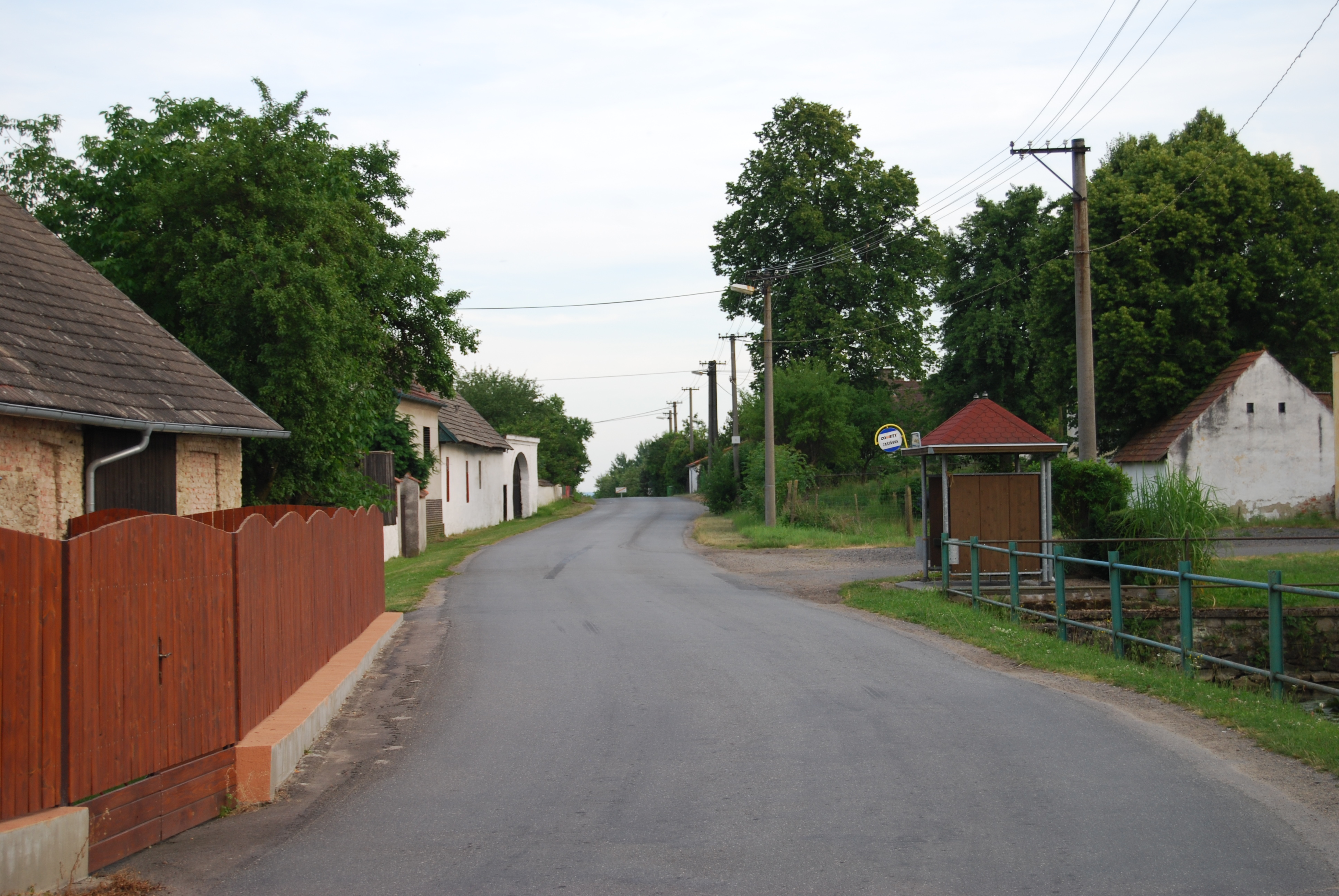
Silnice II/122